# Blonde (film)
Blonde is een Amerikaanse biografische dramafilm uit 2022, onder regie van Andrew Dominik. De film is gebaseerd op de gelijknamige roman van schrijfster Joyce Carol Oates en focust op het leven van filmactrice Marilyn Monroe. De hoofdrollen worden vertolkt door Ana de Armas, Adrien Brody, Bobby Cannavale en Julianne Nicholson. De film ging op 8 september 2022 in première op het Internationale Filmfestival van Venetië.

## Verhaal
Na een traumatische jeugd groeit Norma Jeane Mortenson in het Hollywood van de jaren 1950 uit tot een filmster en sekssymbool. Onder het pseudoniem Marilyn Monroe wordt ze wereldberoemd. Maar de schone schijn op het witte doek staat in schril contrast met de liefdesproblemen, uitbuiting, machtsmisbruik en drugsverslaving waarmee ze in haar privéleven geconfronteerd wordt.

## Rolverdeling
| Acteur             | Personage                     |
| ------------------ | ----------------------------- |
| Ana de Armas       | Norma Jeane                   |
| Adrien Brody       | Arthur Miller                 |
| Bobby Cannavale    | Joe DiMaggio                  |
| Julianne Nicholson | Gladys                        |
| Toby Huss          | Whitey                        |
| Caspar Phillipson  | De president                  |
| Spencer Garrett    | De pooier van de president    |
| Scoot McNairy      | Tommy Ewell / Richard Sherman |
| Garret Dillahunt   | Baas                          |
| Ned Bellamy        | Doc Fell                      |
| Dan Butler         | I.E. Shinn                    |
| Catherine Dent     | Jean                          |
| Sara Paxton        | Miss Flynn                    |
| David Warshofsky   | Mr. Z                         |
| Evan Williams      | Eddy                          |
| Xavier Samuel      | Cass                          |
| Lucy DeVito        | Ex-sporter's nicht            |
| Rebecca Wisocky    | Yvet                          |
| Chris Lemmon       | Jack Lemmon                   |
| Michael Masini     | Tony Curtis                   |
| Lily Fisher        | Norma Jeane als kind          |

## Productie

### Voorgeschiedenis
In 2000 bracht schrijfster Joyce Carol Oates de historische roman Blonde uit. Oates' ophefmakend en gedeeltelijk fictief verhaal over filmster Marilyn Monroe groeide uit tot een bestseller en werd genomineerd voor onder meer de Pulitzerprijs. In haar boek gaat Oates dieper in op Monroes traumatische jeugd en bekende geruchten en verhalen over de actrice, waaronder haar vermeende liefdesaffaire met John F. Kennedy. De namen van verschillende beroemdheden werden voor het boek aangepast. Zo spreekt Oates niet over Monroes (ex-)echtgenote Joe DiMaggio, maar is er wel een personage dat omschreven wordt als 'de ex-sporter'. De schrijfster bestempelde Blonde in 2003, samen met them (1968), als het boek waar ze later om zou herinnerd worden.
In 2001 werd het boek verfilmd door regisseur Joyce Chopra en met Poppy Montgomery als Marilyn Monroe. Zender CBS bracht de productie uit als een tweedelige televisiefilm.

### Ontwikkeling
In mei 2010 raakte bekend dat actrice Naomi Watts en regisseur Andrew Dominik plannen hadden om Blonde opnieuw te verfilmen. De productie sleepte aan en de geplande opnames van januari 2011 werden uitgesteld. In maart 2011 begon Dominik samen met Brad Pitt aan de opnames van de misdaadfilm Killing Them Softly (2012). Ondertussen verscheen er met My Week with Marilyn (2011) een ander filmproject over Monroe in de bioscoop.
Dominik haalde vervolgens Pitt aan boord als producent. In juni 2012 raakte bekend dat het project door Plan B, het productiebedrijf van de acteur, zou verfilmd worden. Hoewel Watts in diezelfde periode als Marilyn Monroe gefotografeerd werd voor de Russische editie van Vogue werd in de Amerikaanse filmpers aangenomen dat ze niet langer bij het project betrokken was. Dominik omschreef het project als 'een emotionele, sprookjesachtige nachtmerrie' en 'een Polański-achtige afdaling in de waanzin' en bevestigde dat het hele leven van Monroe, van haar kinderjaren tot haar dood, in de film aan bod zou komen. Later voegde de regisseur eraan toe dat de film over weinig dialogen beschikte en 'een lawine aan beelden en gebeurtenissen' was. De regisseur ontkende ook dat Watts was afgehaakt en hoopte in 2013 aan de opnames te kunnen beginnen.
In december 2013 verklaarde de regisseur dat de opnames in augustus 2014 van start konden gaan. Vijf maanden later werd bericht dat Jessica Chastain de hoofdrol zou vertolken. Desondanks bleef de productie aanslepen. In 2016 werd bericht dat het project door Netflix was opgepikt en dat Dominik iemand gecast had waarmee hij in januari 2017 aan de opnames kon beginnen. Desondanks werden de opnames opnieuw voor lange tijd uitgesteld.

### Casting en personages
Na eerder al Naomi Watts en Jessica Chastain te hebben overwogen, raakte in maart 2019 bekend dat er met de Cubaanse actrice Ana de Armas onderhandeld werd over de hoofdrol. Volgens de actrice hoefde ze slechts een keer auditie te doen om Dominik te overtuigen, maar nadien werd ze verplicht om nog een paar keer auditie te doen om ook de producenten en investeerders van de film te overtuigen. De Armas werkte zo'n negen maanden samen met een dialectcoach om haar Spaans accent weg te werken. In augustus 2019 werd de cast uitgebreid met onder meer Adrien Brody, Bobby Cannavale en Julianne Nicholson.
Net als in het boek van Joyce Carol Oates gebruikten de filmmakers voor sommige personages geen echte namen. De benamingen 'toneelschrijver', 'ex-sporter', 'president' en 'Mr. Z' verwijzen naar respectievelijk Arthur Miller, Joe DiMaggio, John F. Kennedy en Darryl F. Zanuck.

### Opnames
De opnames gingen in augustus 2019 van start in Los Angeles en eindigden begin oktober 2019. Er werd onder meer gefilmd op het strand van Malibu. De opnames werden geleid door cameraman Chayse Irvin.

## Release
De release van Blonde stond gepland voor 2021, maar is verplaatst naar 2022.